# Into the Light (альбом Дэвида Ковердэйла)
Into the Light — третий сольный студийный альбом Дэвида Ковердэйла, вышедший в 2000 году.

## Об альбоме
В 1978—1991 годах Ковердэйл был лидером Whitesnake и выпустил 9 студийных альбомов. В 1993 году он выпускает совместный альбом с Джимми Пэйджем. Планировавшийся к выходу 1997 году сольный альбом был по требованию лейбла выпущен под маркой Whitesnake как Restless Heart. Таким образом это первый сольный альбом Ковердэйла с 1978 года.
В интервью журналу Classic Rock в 2000 году, Ковердэйл заявил: «предпосылка моей новой записи, Into the Light, о том, что я чувствовал когда (у меня) был мрачный период …, я действительно не знаю, кем я был, используя иллюзию того Дэвида Ковердэйла, которого я создал, или того что у других людей. Я устал пытаться соответствовать тому (образу), который не обязательно является мной» («The whole premise of my new record, Into The Light, is about coming out of what I felt was a dark period… I didn’t really know who I was, using the illusion of David Coverdale I’ve created, or that other people have. I got tired of trying to live up to that, which is not necessarily who I am.»)
О записи альбома Ковердэйл сказал так: «после многих лет работы я почувствовал, что такое единая команда в студии, и это именно те музыканты, которых я хотел бы видеть рядом с собой: Джон Экс, норвежец Бьёрн Ворсвод и моя „правая рука“ Майкл Макэнтайр. Майкл записал все мои вокальные партии для альбома. Мне нравится та многогранность, которую удалось привнести в этот альбом, нам не приходилось идти на компромиссы, чтобы подогнать вокал к гитарным партиям. Просто я был самим собой, и это было великолепно. Знаете, в течение многих лет моей работы с „Whitesnake“ я писал свои песни так, чтобы они вписывались в имидж группы, больше я этого делать не хочу.»

## Список композиций
Автор песен — Ковердэйл, кроме отмеченного
1. «…Into the Light» — 1:16
2. «River Song» — 7:19
3. «She Give Me…» — 4:12
4. «Don’t You Cry» — 5:47
5. «Love is Blind» (Coverdale, Earl Slick) — 5:44
6. «Slave» (Coverdale, Slick) — 4:51
7. «Cry for Love» (Coverdale, Doug Bossi, Slick) — 4:52
8. «Living on Love» (Coverdale, Bossi, Slick) — 6:31
9. «Midnight Blue» (Coverdale, Slick) — 4:58
10. «Too Many Tears» (Coverdale, Adrian Vandenberg) — 5:59
11. «Don’t Lie to Me» (Coverdale, Slick) — 4:43
12. «Wherever You May Go» — 3:59

Ещё как минимум 3 песни были записаны для альбома, но не были в него включены. Ковердэйл публиковал их на официальном сайте Whitesnake.com:
1. «As Long As I Have You»
2. «Oh No, Not the Blues Again»
3. «All the Time in the World»

## Синглы
- «Love Is Blind» был издан как сингл, выпуск сопровождался видеоклипом. В хит-парады не попал.
- «Slave» — 33-я позиция в Billboard Mainstream Rock Tracks chart.

## Переиздания
Переиздание всех трёх сольных альбомов Ковердэйла Into The Light: The Solo Albums от 25 октября 2024 года включает как ремастеринг, так и ремикс альбома Into the Light, а также пять дополнительных трэков.

## Участники записи
- Дэвид Ковердэйл — основной вокал, гитара в «…Into the Light»
- Дуг Босси — гитара, бэк-вокал
- Эрл Слик — гитара
- Марко Мендоса — бас-гитара, испанская гитара в «Wherever You May Go», бэк-вокал
- Дэнни Кармасси — ударные
- Дерек Хилланд — клавишные в «…Into the Light» и «Living on Love»
- Майк Финниган — орган и пианино
- Джон Волайтис — клавишные и перкуссия в «She Give Me», клавишные и вокал в «Don’t You Cry» и «Don’t Lie to Me», клавишные в «Too Many Tears», арфа в «Wherever You May Go»
- Ривз Гэбрелс — гитарное соло в «She Give Me»
- Дилан Вон — гитара в «Don’t You Cry»
- Тони Франклин — бас-гитара в «Don’t You Cry»
- Бьорн Торсруд — тамбурин в «Don’t You Cry»
- Джеймс Ситтерли — струнные инструменты в «Love Is Blind»
- Руй Фолгуэра — аранжировка струнных в «Love Is Blind»
- Джимми Зи — гармоника в «Cry for Love»
- Линда Роуберри — вокал в «Wherever You May Go»